# 埃尔科莱·登博夫斯基

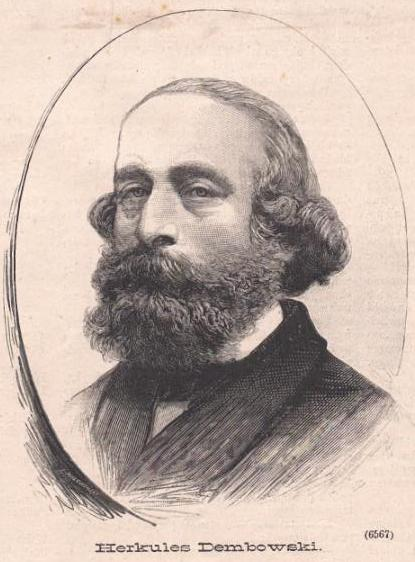
埃尔科莱·登博夫斯基

埃尔科莱·登博夫斯基（義大利語：Ercole Dembowski，1812年1月12日—1881年1月19日），意大利天文学家。

## 生平
1812年1月12日，他出生在意大利米兰，继承了其父亲-拿破仑麾下的一名波兰将军扬·登博夫斯基（Jan Dębowski）的男爵封号。曾服役于奥匈帝国海军，直到1843年因健康原因退役回到那不勒斯。
他是一位不知疲倦的双星观察者，做出了成千上万次的千分尺测量。尤其是对弗里德里希·斯特鲁维的《多尔帕特星表》中的许多双星，注意到其中的一些联星，多年来在共有轨道上的位置已发生了改变。

## 奖项和荣誉
1878年，他被授予英国皇家天文学会金质奖章。
月球上的一座登博夫斯基陨石坑和小行星394 登博夫斯基就是以他的名字命名。